# Jacques Despierre
Pour les articles homonymes, voir Jacques Despierre (homonymie) et Despierre.
Jacques Despierre est un prélat catholique français, évêque de Carcassonne de 1982 à 2004, né le 6 mai 1928 à Toulouse.

## Biographie
Il a été ordonné prêtre à Toulouse pour l'Institut du Prado le 24 juin 1952.
Nommé évêque de Carcassonne le 25 août 1982, il a été consacré le 10 octobre de la même année par André Collini, archevêque de Toulouse, assisté par Pierre-Marie Puech, son prédécesseur et Sabin Saint-Gaudens, évêque d'Agen. Il soutient l'installation des Chanoines réguliers de la Mère de Dieu à l'abbaye Sainte-Marie de Lagrasse.
Le 28 juin 2004, il se retire pour raison d'âge. Alain Planet lui succède comme évêque de Carcassonne.
Le 1er avril 2023, il est présent publiquement aux côtés de son successeur Alain Planet, pour célébrer la messe lors des obsèques de l'abbé Jean Cazaux.